# Confeti

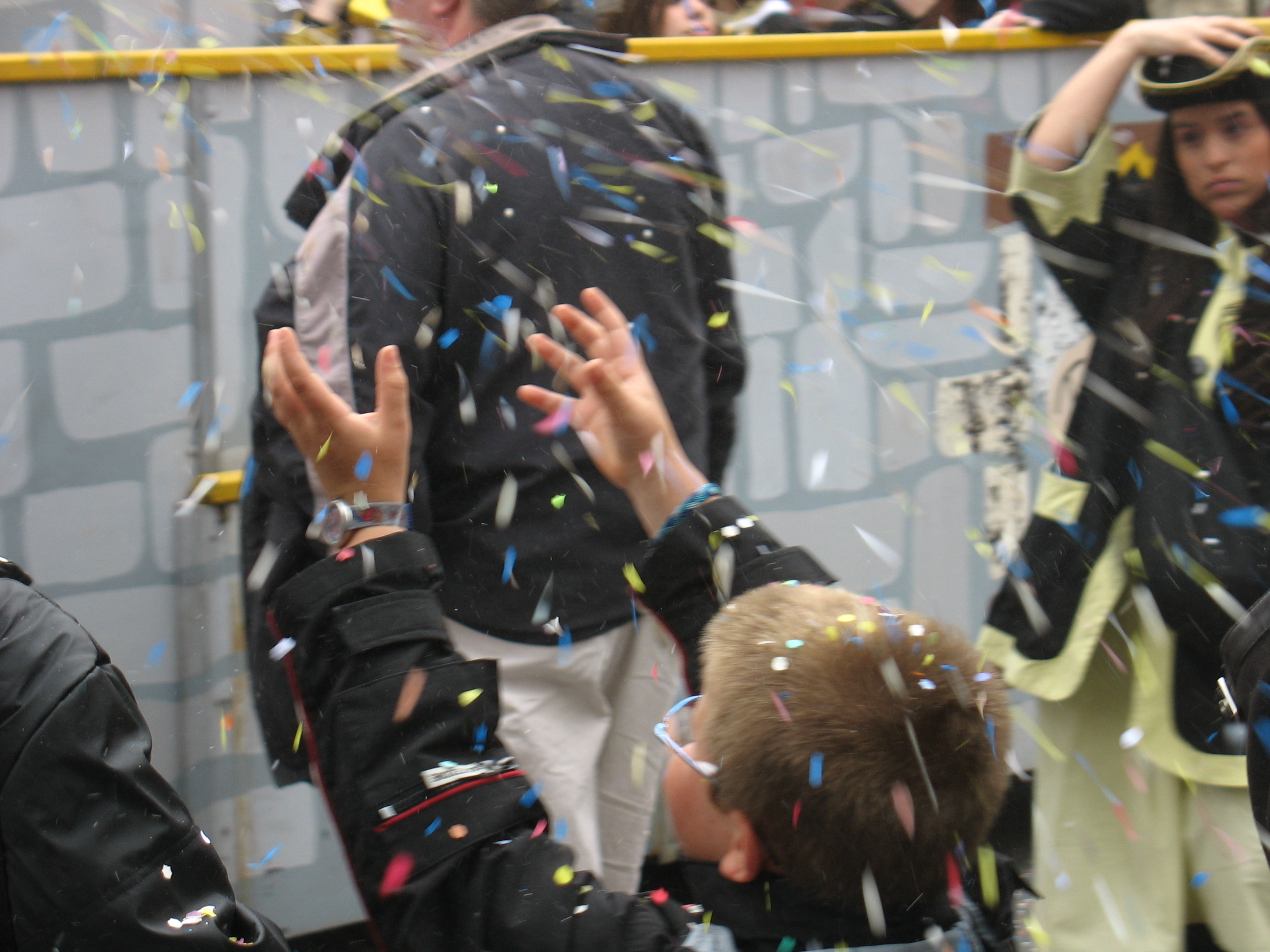
Un nen rebent una pluja de confeti tradicional

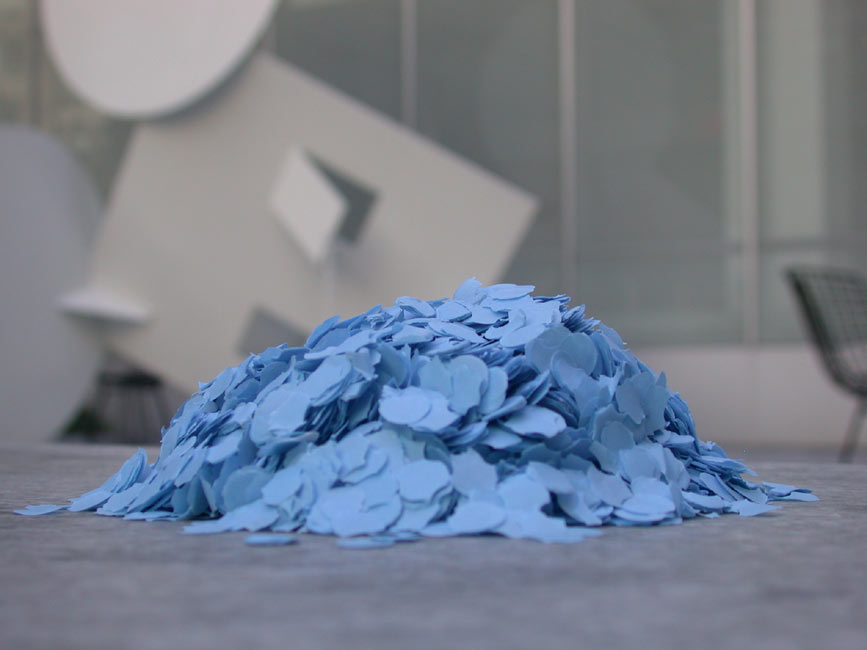
Confeti rodó tradicional

El confeti, paperets o paper picat és un element festiu propi de Nadal o del carnaval consistent en petites peces de paper de colors brillants o mats que es llancen a l'aire i queden durant un temps "en suspensió" per donar un to festiu a la celebració.
La paraula ve de l'italià confetti, petits dolços fets d'ametlles i sucre, usualment com regals de matrimoni. La paraula italiana per confeti de paper és coriandoli.
Originàriament, el que es llançava a l'aire al pas d'emperadors i reis eren pètals de flors, segurament per això procedeix aquesta tradició molt més econòmica de guarnir les festes.
Ja fa 5.000 anys es conreaven a l'antiga Xina roses per tal d'utilitzar els seus pètals a manera de confeti. Pel que els orígens van poder ser en diferents llocs i èpoques.
A Espanya el confeti tradicional utilitzat fins fa poc era rodó i com la secció d'un dit. En els últims anys això ha canviat considerablement, i la introducció de sistemes professionals de llançament, ha permès realitzar veritables espectacles amb confeti i serpentines.
De tradició americana i canadenca, aquest confeti és rectangular i planeja donant voltes i produint una mena de coreografia i efectes visuals molt vistosos.
La visualització d'aquests efectes per televisió a través de la copa d'Europa de futbol i la UEFA, va produir una popularització molt patent avui en dia en publicitat i tot tipus d'esdeveniments.
L'impacte de l'espectacle de serpentina i confeti en el "chupinazo" dels sanfermines durant set anys seguits ha contribuït a popularitzar aquest confeti.